# 加林 (德国)
加林（德語：Gallin）是德国梅克伦堡-前波美拉尼亚州的一个市镇，隶属于路德维希斯卢斯特-帕尔希姆县。总面积为22.71平方千米，截至2020年总人口为568人。